# جزيرة الدليلة
جزيرة الدُّليلة هي إحدى الجزر الواقعة في البحر الأحمر، وتتبع منطقة مكة المكرمة غرب السعودية. تبلغ مساحة الجزيرة نحو 3,5 كم2 وتبعد عن الساحل بحوالي 0,10 ميل بحري.